# VfR Laboe
Der Verein für Rasensport Laboe ist ein Sportverein aus Laboe in Schleswig-Holstein mit den Sparten Fußball, Tischtennis und Skat. Die erste Herrenmannschaft spielte 2015/16 in der Verbandsliga Nord-Ost.

## Geschichte
Der Verein wurde Ende März 1926 als Laboer Fußballverein gegründet. Acht Monate später folgte eine Umbenennung in Rasensport Laboe, seit 1945 trägt er den heutigen Namen VfR Laboe. Den ersten nennenswerten Erfolg gab es 1947/1948, als man den Aufstieg in die Landesliga schaffte. Dort konnte sich die Mannschaft allerdings nicht lange halten und stieg nach und nach bis in die Kreisklasse ab.
Die größten Erfolge erlebte der Verein in den 1970er Jahren, als er innerhalb von fünf Spielzeiten dreimal bis zur Verbandsliga aufstieg. Im Jahr 1976 gewann das Team den Bezirkspokal und qualifizierte sich für die 1. Hauptrunde des DFB-Pokals. Dort unterlag man der SVO Germaringen mit 0:9.
Nachdem die 1. Mannschaft zwischenzeitlich in der Kreisliga und Bezirksliga war, spielte sie von der Saison 2013/14 bis zur Saison 2016/17 wieder in der Verbandsliga Schleswig-Holstein Nord-Ost. Nach einem erneuten Abstieg in die Kreisliga erzielte die Mannschaft von dort aus den direkten Aufstieg in die Verbandsliga Ost.